# غاردين غروفي (كاليفورنيا)
غاردين غروفي (بالإنجليزية: Garden Grove)‏ هي إحدى مدن مقاطعة أورانج، كاليفورنيا. تم إعطاءها لقب مدينة في 18 يونيو، 1956.

## التركيبة السكانية
حدّد مكتب تعداد الولايات المتحدة بيانات التركيبة السكانية لغاردين غروفي في تعداد الولايات المتحدة. في ما يلي، التركيبة السكانية حسب تعدادي 2000 و2010.

### تعداد عام 2000
بلغ عدد سكان غاردين غروفي 165,196 نسمة بحسب تعداد عام 2000، وبلغ عدد الأسر 45,791 أسرة وعدد العائلات 36,460 عائلة مقيمة في المدينة. في حين سجلت الكثافة السكانية 3,548 نسمة لكل كيلومتر مربع (9,189.3/ميل2). وبلغ عدد الوحدات السكنية 46,703 وحدة بمتوسط كثافة قدره 1,003.1 لكل كيلومتر مربع (2,598.0/ميل2).
وتوزع التركيب العرقي للمدينة بنسبة 46.88% من البيض و1.31% من الأمريكيين الأفارقة و0.76% من الأمريكيين الأصليين و30.92% من الأمريكيين ذوي الأصول الآسيوية و0.65% من سكان جزر المحيط الهادئ و15.35% من الأعراق الأخرى و4.12% من عرقين مختلطين أو أكثر و32.45% من الهسبانيون أو اللاتينيون من أي عرق.
بلغ عدد الأسر 45,791 أسرة كانت نسبة 48.4% منها لديها أطفال تحت سن الثامنة عشر تعيش معهم، وبلغت نسبة الأزواج القاطنين مع بعضهم البعض 59.7% من أصل المجموع الكلي للأسر، ونسبة 13% من الأسر كان لديها معيلات من الإناث دون وجود شريك، بينما كانت نسبة 6.9% من الأسر لديها معيلون من الذكور دون وجود شريكة وكانت نسبة 20.4% من غير العائلات. تألفت نسبة 15.2% من أصل جميع الأسر من عدة أفراد يعيشون في نفس المنزل ونسبة 6% كانت تتألف من شخص يعيش بمفرده يبلغ من العمر 65 عاماً أو أكثر. وبلغ متوسط حجم الأسرة المعيشية 3.56، أما متوسط حجم العائلات فبلغ 3.90.
بلغ العمر الوسطي للسكان 32.3 عاماً. وكانت نسبة 28.4% من القاطنين تحت سن الثامنة عشر، وكانت نسبة 9.2% بين الثامنة عشر والرابعة والعشرين عاماً، ونسبة 33.1% كانت واقعةً في الفئة العمرية ما بين الخامسة والعشرين والرابعة والأربعين عاماً، ونسبة 19.1% كانت ما بين الخامسة والأربعين والرابعة والستين، ونسبة 8.9% كانت ضمن فئة الخامسة والستين عاماً فما فوق. يوجد لكل 100 أنثى 100.5 ذكر، ويوجد لكل 100 أنثى في الثامنة عشر من عمرها فما فوق 99.0 ذكر.
بلغ متوسط دخل الأسرة في المدينة 43,685 دولارًا، أما متوسط دخل العائلة فبلغ 44,576 دولارًا. وكان متوسط دخل الذكور 30,377 دولارًا مقابل 25,136 دولارًا للإناث. وسجل دخل الفرد الخاص بالمدينة 14,445 دولارًا. وكانت نسبة 12.5% من العائلات ونسبة 15.9% من السكان تحت خط الفقر، وكان من هؤلاء نسبة 19.7% تحت سن الثامنة عشر ونسبة 12.3% في الخامسة والستين من العمر وما فوق.

### تعداد عام 2010
بلغ عدد سكان غاردين غروفي 170,883 نسمة بحسب تعداد عام 2010، وبلغ عدد الأسر 46,037 أسرة وعدد العائلات 37,113 عائلة مقيمة في المدينة. في حين سجلت الكثافة السكانية 3,670.2 نسمة لكل كيلومتر مربع (9,505.8/ميل2). وبلغ عدد الوحدات السكنية 47,755 وحدة بمتوسط كثافة قدره 1,025.7 لكل كيلومتر مربع (2,656.6/ميل2).
وتوزع التركيب العرقي للمدينة بنسبة 39.88% من البيض و1.26% من الأمريكيين الأفارقة و0.58% من الأمريكيين الأصليين و37.13% من الأمريكيين ذوي الأصول الآسيوية و0.65% من سكان جزر المحيط الهادئ و16.92% من الأعراق الأخرى و3.58% من عرقين مختلطين أو أكثر و36.91% من الهسبانيون أو اللاتينيون من أي عرق.
بلغ عدد الأسر 46,037 أسرة كانت نسبة 46.4% منها لديها أطفال تحت سن الثامنة عشر تعيش معهم، وبلغت نسبة الأزواج القاطنين مع بعضهم البعض 57.9% من أصل المجموع الكلي للأسر، ونسبة 14.9% من الأسر كان لديها معيلات من الإناث دون وجود شريك، بينما كانت نسبة 7.8% من الأسر لديها معيلون من الذكور دون وجود شريكة وكانت نسبة 19.4% من غير العائلات. تألفت نسبة 14.1% من أصل جميع الأسر من عدة أفراد يعيشون في نفس المنزل ونسبة 6.2% كانت تتألف من شخص يعيش بمفرده يبلغ من العمر 65 عاماً أو أكثر. وبلغ متوسط حجم الأسرة المعيشية 3.67، أما متوسط حجم العائلات فبلغ 3.94.
بلغ العمر الوسطي للسكان 35.6 عاماً. وكانت نسبة 25.6% من القاطنين تحت سن الثامنة عشر، وكانت نسبة 10.2% بين الثامنة عشر والرابعة والعشرين عاماً، ونسبة 28.7% كانت واقعةً في الفئة العمرية ما بين الخامسة والعشرين والرابعة والأربعين عاماً، ونسبة 24.6% كانت ما بين الخامسة والأربعين والرابعة والستين، ونسبة 10.8% كانت ضمن فئة الخامسة والستين عاماً فما فوق. وتوزع التركيب الجنسي للسكان بنسبة 49.9% ذكور و50.1% إناث.

## أعلام
- دالي ألدرسون
- جستين تشون
- لويس جيل
- إد تمبلتون
- ديفيد تشوي
- إد سادوفسكي
- فورست تايلور
- تيبور روبين
- كريستين هانا
- دون نيكولاس